# Isabella d'Aviz (regina del Portogallo 1432)

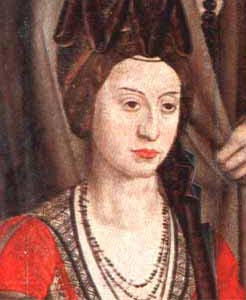
Isabella di Coimbra

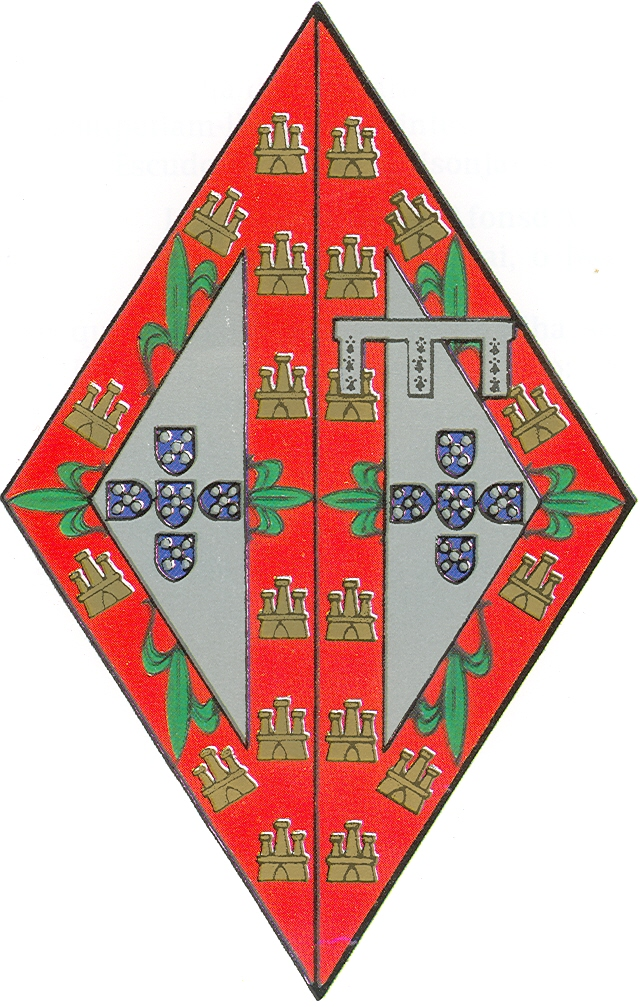
Armi di Isabella (a losanga) che combinano quelle del padre, Pietro (a destra) e quelle del marito, Alfonso V (a sinistra)

Isabella di Aviz o Isabella del Portogallo o Isabella di Coimbra (in portoghese: D. Isabel de Portugal, D. Isabel de Lencastre, D. Isabel de Avis ou D. Isabel de Coimbra. Isabel anche in spagnolo, in basco, in galiziano, in asturiano e in aragonese, in catalano Isabel o Elisabet, Elisabét in occitano, Isabelle in francese, Elizabeth in inglese, Elisabeth in tedesco e in fiammingo; Portogallo, 1432 – Évora, 2 dicembre 1455) fu regina consorte del Portogallo dal 1448 alla sua morte.

## Origine familiare[1][2][3][4]
Figlia terzogenita del primo Duca di Coimbra e reggente del regno del Portogallo Pietro d'Aviz (figlio del re del Portogallo Giovanni I e della moglie Filippa di Lancaster) e Isabella di Urgell (1409-1443), figlia del pretendente alla corona d'Aragona, il conte di Urgell, Giacomo II e di Isabella d'Aragona.

## Biografia
Nel 1439 suo padre dopo che le cortes, nel mese di dicembre di quello stesso anno, si erano pronunciate a suo favore, divenne il reggente del regno del Portogallo per conto del re, minorenne, Alfonso V, che era cugino di Isabella e con cui si instaurò un legame, che secondo le cronache sfociò in una storia d'amore.
Nel 1445 Isabella di Coimbra fu promessa in sposa ad Alfonso V e la cosa compromise il rapporto tra suo padre Pietro e lo zio, il duca di Braganza Alfonso I di Braganza, che essendo lo zio più ascoltato dal re, Alfonso V, riteneva che il re doveva sposare una delle sue nipoti.
Il matrimonio fu celebrato il 6 maggio 1448, Isabella sposò il cugino, il re del Portogallo, Alfonso V, figlio terzogenito del re del Portogallo Edoardo (figlio del re del Portogallo João I o Giovanni I d'Aviz e di sua moglie Filippa di Lancaster) e di Eleonora (1402-1445), figlia del re della corona d'Aragona e di Sicilia Ferdinando e di Eleonora d'Alburquerque.
Come tutte le regine portoghesi Isabella ricevette una dote consistente nella stessa dote di sua suocera Eleonora, morta da poco, e cioè la città di Santarém, con tutte le sue rendite, e inoltre Alvaiázere, Sintra e Torres Vedras.
Alfonso V, che aveva raggiunto la maggiore età nel 1446, dal 9 giugno del 1448, cominciò a governare direttamente senza più bisogno della reggenza dello zio Pietro, anzi sotto l'influenza dell'altro zio, Alfonso I di Braganza, che gli suggerì di annullare tutti i provvedimenti presi da Pietro durante la reggenza. Cosa che Alfonso V fece il 15 settembre e l'anno dopo sempre su suggerimento dello zio Alfonso di Braganza, ora principale consigliere del re, lo fece dichiarare ribelle, arrivando a una rottura che sfociò in una guerra aperta, che vide Pietro alleato del proprio figlio, Pietro di Coimbra nuovo Connestabile del Portogallo, contro Alfonso di Braganza ed il re Alfonso V, che si concluse con la battaglia d'Alfarrobeira, nelle vicinanze di Vila Franca de Xira, dove il duca di Coimbra perse la vita ed il figlio, il conestabile del Portogallo, dovette lasciare il Portogallo e andare in esilio in Castiglia.
Sulla morte di Pietro vi è ancora oggi incertezza sul fatto che Pietro forse non morì durante il combattimento ma fu assassinato da uno dei suoi stessi uomini. Con la morte di Pietro il regno del Portogallo cadde sotto l'influenza di Alfonso di Braganza. Nonostante questi avvenimenti Isabella e il marito rimasero uniti e Isabella poté governare e custodire i beni di famiglia (il ducato di Coimbra) sino al rientro dall'esilio del fratello, Pietro di Coimbra, che avvenne nel 1454, anno in cui Pietro si riappacificò con il re Alfonso V.
Nel 1455 Isabella riuscì a fare riabilitare la memoria del padre con una grande cerimonia che fu tenuta a corte; inoltre riuscì a farne riesumare il corpo, che era stato sepolto sotto un cumulo di pietre da alcuni pescatori del fiume Tago, e traslarlo al Monastero di Batalha e farlo seppellire nella cappella del fondatore accanto al padre Giovanni I.
Poco dopo questi avvenimenti Isabella, che aveva da poco dato l'erede maschio ad Alfonso V, si trovava a Évora e morì improvvisamente (2 dicembre 1455), molto probabilmente per avvelenamento. Fu tumulata anche lei al Monastero di Batalha, accanto al padre Pietro.
Dopo la sua morte la sorella di Isabella, Filippa di Coimbra (1437-1493), che pur non essendo monaca viveva al monastero di Odivelas, si occupò dei nipoti, la piccola Giovanna del Portogallo e Giovanni II del Portogallo di pochi mesi, dedicandosi completamente a loro, facendogli da seconda madre educandoli nel culto del nonno Pietro, che porterà Giovanni, dopo l'ascesa al trono, a combattere e perseguitare la casa di Braganza.

## Figli[1][2][3]
Isabella di Coimbra ad Alfonso diede tre figli:
- Giovanni del Portogallo (1451) - prima del 1455, erede al trono morto dopo poche settimane o dopo pochi mesi, comunque prima del 1455.
- Giovanna del Portogallo (1452-1490)
- Giovanni (1455-1495), re del Portogallo.

## Ascendenza
|                           |                     |                                            | Genitori                                 |  |  | Nonni |  |  | Bisnonni                |  |  | Trisnonni                 |  |
|                           |                     |                                            |                                          |  |  |       |  |  | Pietro I del Portogallo |  |  | Alfonso IV del Portogallo |  |
|                           |                     |                                            |                                          |  |  |       |  |  | Pietro I del Portogallo |  |  | Alfonso IV del Portogallo |  |
|                           |                     | Beatrice di Castiglia                      |                                          |  |  |       |  |  | Pietro I del Portogallo |  |  |                           |  |
| Giovanni I del Portogallo |                     |                                            |                                          |  |  |       |  |  | Pietro I del Portogallo |  |  |                           |  |
|                           |                     | Teresa Lourenço                            | Lourenço Martins da Praça                |  |  |       |  |  |                         |  |  |                           |  |
|                           |                     | Teresa Lourenço                            | Lourenço Martins da Praça                |  |  |       |  |  |                         |  |  |                           |  |
|                           |                     | Teresa Lourenço                            | Maria di Lourdes Gil                     |  |  |       |  |  |                         |  |  |                           |  |
| Pietro d'Aviz             |                     | Teresa Lourenço                            |                                          |  |  |       |  |  |                         |  |  |                           |  |
|                           |                     | Giovanni Plantageneto, I duca di Lancaster | Edoardo III d'Inghilterra                |  |  |       |  |  |                         |  |  |                           |  |
|                           |                     | Giovanni Plantageneto, I duca di Lancaster | Edoardo III d'Inghilterra                |  |  |       |  |  |                         |  |  |                           |  |
|                           |                     | Giovanni Plantageneto, I duca di Lancaster | Filippa di Hainaut                       |  |  |       |  |  |                         |  |  |                           |  |
| Filippa di Lancaster      |                     | Giovanni Plantageneto, I duca di Lancaster |                                          |  |  |       |  |  |                         |  |  |                           |  |
|                           |                     | Bianca di Lancaster                        | Enrico Plantageneto, I duca di Lancaster |  |  |       |  |  |                         |  |  |                           |  |
|                           |                     | Bianca di Lancaster                        | Enrico Plantageneto, I duca di Lancaster |  |  |       |  |  |                         |  |  |                           |  |
|                           |                     | Bianca di Lancaster                        | Isabella di Beaumont                     |  |  |       |  |  |                         |  |  |                           |  |
| Isabella di Coimbra       |                     | Bianca di Lancaster                        |                                          |  |  |       |  |  |                         |  |  |                           |  |
|                           | Pietro II di Urgell | Giacomo I di Urgell                        |                                          |  |  |       |  |  |                         |  |  |                           |  |
|                           | Pietro II di Urgell | Giacomo I di Urgell                        |                                          |  |  |       |  |  |                         |  |  |                           |  |
|                           | Pietro II di Urgell | Cecilia di Comminges                       |                                          |  |  |       |  |  |                         |  |  |                           |  |
| Giacomo II di Urgell      | Pietro II di Urgell |                                            |                                          |  |  |       |  |  |                         |  |  |                           |  |
|                           |                     | Margherita del Monferrato                  | Giovanni II del Monferrato               |  |  |       |  |  |                         |  |  |                           |  |
|                           |                     | Margherita del Monferrato                  | Giovanni II del Monferrato               |  |  |       |  |  |                         |  |  |                           |  |
|                           |                     | Margherita del Monferrato                  | Elisabetta di Maiorca                    |  |  |       |  |  |                         |  |  |                           |  |
| Isabella di Urgell        |                     | Margherita del Monferrato                  |                                          |  |  |       |  |  |                         |  |  |                           |  |
|                           |                     | Pietro IV d'Aragona                        | Alfonso IV d'Aragona                     |  |  |       |  |  |                         |  |  |                           |  |
|                           |                     | Pietro IV d'Aragona                        | Alfonso IV d'Aragona                     |  |  |       |  |  |                         |  |  |                           |  |
|                           |                     | Pietro IV d'Aragona                        | Teresa di Entenza                        |  |  |       |  |  |                         |  |  |                           |  |
| Isabella d Aragona        |                     | Pietro IV d'Aragona                        |                                          |  |  |       |  |  |                         |  |  |                           |  |
|                           |                     | Sibilla di Fortià                          | Bernat di Fortià                         |  |  |       |  |  |                         |  |  |                           |  |
|                           |                     | Sibilla di Fortià                          | Bernat di Fortià                         |  |  |       |  |  |                         |  |  |                           |  |
|                           |                     | Sibilla di Fortià                          | Francesca di Palau                       |  |  |       |  |  |                         |  |  |                           |  |
|                           |                     | Sibilla di Fortià                          |                                          |  |  |       |  |  |                         |  |  |                           |  |